# Jelenkor Kiadó
A Jelenkor Kiadó egy pécsi, majd 2015-től budapesti székhelyű magyar könyvkiadó.

## Története
Csordás Gábor alapította 1993-ban, aki legfőbb célként a kortárs magyar irodalom és filozófia fejlődésének előmozdítását, a klasszikus és kortárs európai irodalom értékeinek közvetítését tűzte ki. 2015-ben a Libri Kiadó megvette a Jelenkor Kiadót, amelynek korábbi igazgatója, Csordás Gábor szerkesztőként és tanácsadóként vesz részt a kiadó életében. A Jelenkor Kiadó ügyvezető igazgatói tisztségét Sárközy Bence, a Libri Könyvkiadó Kft. igazgatója látja el, a szépirodalmi főszerkesztő pedig Nagy Boglárka. A régi-új kiadó első megjelenése Térey János A Legkisebb Jégkorszak című regénye volt. A Libri Kiadó kortárs magyar szépírói mind csatlakoztak a Jelenkor Kiadóhoz, ezért 2015-től kezdődően már a Jelenkor gondozásában jelennek meg könyveik.

## Profil
A Jelenkor Kiadó továbbra is a kortárs magyar és európai szépirodalom kiadását tartja legfontosabb feladatának.

## Könyvek

### 2015-től
- Térey János: A legkisebb jégkorszak, 2015
- Závada Péter: Mész, 2015
- Bánki Éva: Fordított idő, 2015
- Forgách András: Élő kötet nem marad, 2015
- Vörös István: Százötven zsoltár, 2015
- Szabó Róbert Csaba: Alakváltók, 2016
- Georges Didi-Huberman: Túl a feketén – Levél Nemes Lászlóhoz, a Saul fia rendezőjéhez, 2016
- Kőrösi Zoltán: Az ítéletidő, 2016
- Varró Dániel: Szívdesszert, 2016
- Nádas Péter: Az élet sója, 2016

### Életmű-sorozatok
- Mészöly Miklós
- Polcz Alaine
- Nádas Péter
- Tolnai Ottó
- Nemes Nagy Ágnes

### Horizontok
A Fiatal Írók Szövetsége és a Jelenkor Kiadó közös világirodalmi sorozata.
- Zelei Dávid (szerk.): Világtalanul? – Világirodalom-kritika Magyarországon, 2015
- João Tordo: Memory Hotel (fordította Urbán Bálint, 2015)
- Samanta Schweblin: Reményvesztett nők (fordította Kertes Gábor, 2016)
- Seamus Heaney: Élőlánc (fordította Ferencz Győző, Gerevich András, Imreh András, Mesterházi Mónika és Szilágyi Mihály, 2016)